# Пассетто

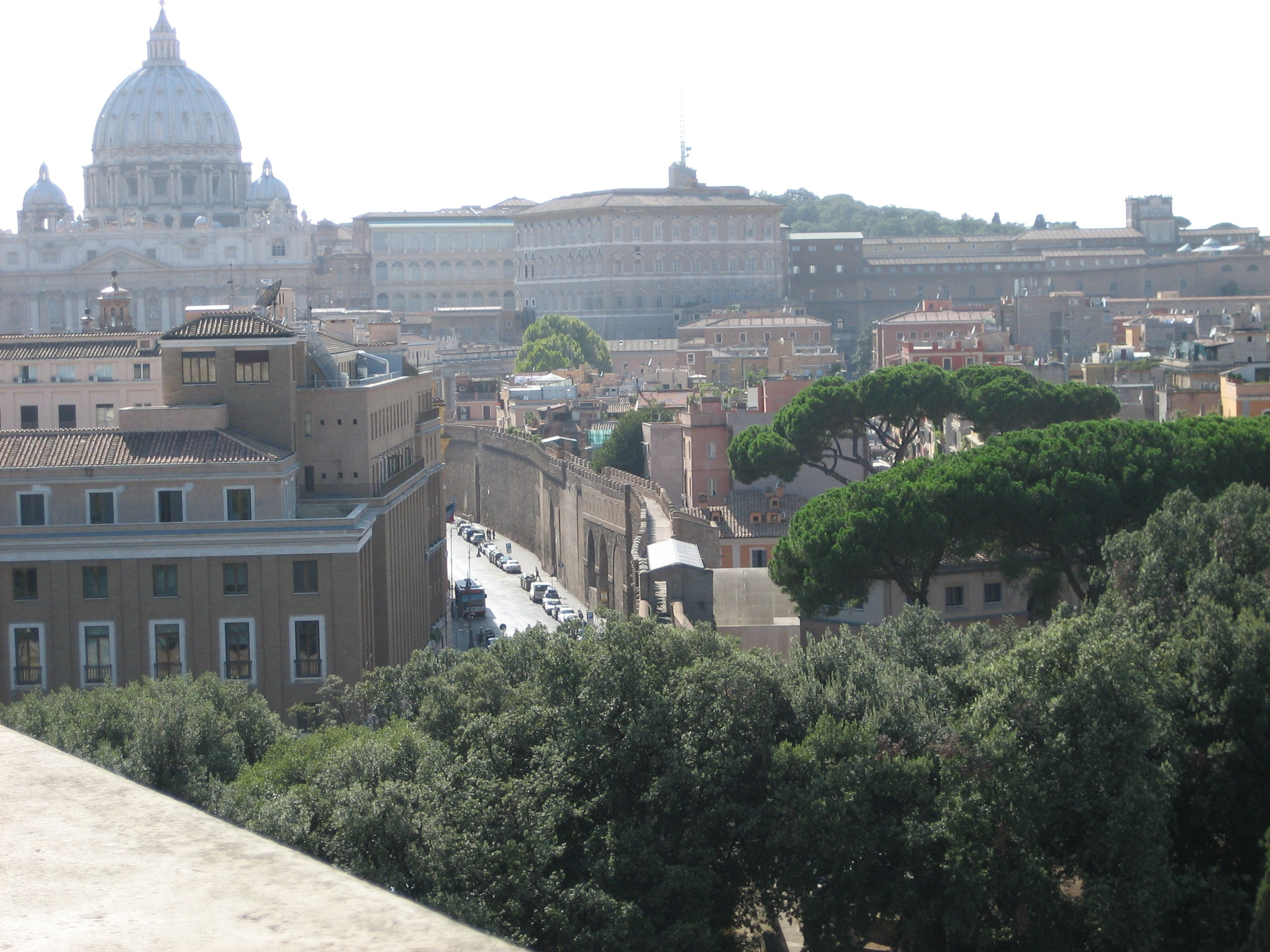
Вид з замку Святого Ангела на Пасетто і Ватикан

Пассетто (італ. Passetto, Passetto di Borgo — «маленький коридор») — укріплений коридор довжиною близько 800 м у Леонінській стіні, який з'єднує Ватикан із замком Святого Ангела в районі Борго. Споруду зведено в 1277 за папи Миколая III.
Цей прихований хід папа Олександр VI використав для втечі при нападі на Рим військ короля Франції Карла VIII в 1494, а в 1527 по цьому коридору папі Клименту VII вдалося втекти з Ватикану після захоплення міста багатонаціональними військами імператора Карла V.